# Кеннон (округ, Теннессі)
Шаблон:StateAbbr_ 35°49′ пн. ш. 86°04′ зх. д. / 35.81° пн. ш. 86.06° зх. д.
Округ Кеннон (англ. Cannon County) — округ (графство) у штаті Теннессі, США. Ідентифікатор округу 47015.

## Історія
Округ утворений 1836 року.

## Демографія
За даними перепису 2000 року загальне населення округу становило 12826 осіб, усе сільське. Серед мешканців округу чоловіків було 6291, а жінок — 6535. В окрузі було 4998 домогосподарств, 3644 родин, які мешкали в 5420 будинках. Середній розмір родини становив 2,99.
Віковий розподіл населення поданий у таблиці:
| Стать    | До 15 років | 15-21 | 22-29 | 30-39 | 40-49 | 50-65 | 65-85 | Понад 85 |
| -------- | ----------- | ----- | ----- | ----- | ----- | ----- | ----- | -------- |
| Чоловіки | 1396        | 599   | 606   | 981   | 910   | 1086  | 662   | 51       |
| Жінки    | 1317        | 585   | 605   | 970   | 931   | 1085  | 895   | 147      |

## Суміжні округи
- Декальб — північний схід
- Воррен — схід
- Коффі — південь
- Резерфорд — захід
- Вілсон — північний захід

## Виноски
1. ↑  U.S. Decennial Census. United States Census Bureau. Архів оригіналу за 26 квітня 2015. Процитовано 2 квітня 2015.
2. ↑  Historical Census Browser. University of Virginia Library. Архів оригіналу за 11 серпня 2012. Процитовано 2 квітня 2015.
3. ↑  Forstall, Richard L., ред. (27 березня 1995). Population of Counties by Decennial Census: 1900 to 1990. United States Census Bureau. Архів оригіналу за 21 лютого 2015. Процитовано 2 квітня 2015.
4. ↑  Census 2000 PHC-T-4. Ranking Tables for Counties: 1990 and 2000 (PDF). United States Census Bureau. 2 квітня 2001. Архів оригіналу (PDF) за 18 грудня 2014. Процитовано 2 квітня 2015.
5. ↑  State & County QuickFacts. United States Census Bureau. Архів оригіналу за 13 жовтня 2015. Процитовано 29 листопада 2013.(англ.) Наведено за англійською вікіпедією.
6. ↑  American FactFinder. Бюро перепису населення США. Архів оригіналу за 29 липня 2011. Процитовано 31 січня 2008.

| США | Це незавершена стаття з географії США. Ви можете допомогти проєкту, виправивши або дописавши її. |